# 3565 Одзіма
3565 Одзіма (3565 Ojima) — астероїд головного поясу, відкритий 22 грудня 1986 року.
Тіссеранів параметр щодо Юпітера — 3,168.
Названо на честь Одзіма (яп. おじま(尾島) одзіма)